# زمان طلایی (رمان)
گُلدن تایم (به ژاپنی: ゴールデンタイム Gōruden Taimu) یک مجموعه لایت نوول ژاپنی به قلم یویوکو تاکمیا، که ایجی کوماتسو نیز آن را مصورسازی کرده است. بر اساس این رمان یک مجموعه مانگا توسط اومچازوکه طراحی شده است که از اکتبر ۲۰۱۱ در مجله دنگکی دایو به چاپ می‌رسد. خبر ساخته شدن نسخه انیمه گولدن تایم نیز در جشنواره روز شکرگزاری دنگکی سال ۲۰۱۳ اعلام گردید و یک مجموعه تلویزیونی انیمه ۲۴ قسمتی توسط استودیوی جی.سی. استاف تهیه گردیده است که از ۳ اکتبر ۲۰۱۳ تا ۲۷ مارس ۲۰۱۴ در شبکه ماینیچی برودکاستینگ سیستم پخش شد.

## داستان
بانری تادا، شخصیت اصلی داستان، کمی بعد از فارغ‌التحصیل در دبیرستان دچار سانحه شده و از پُلی به پایین پرت می‌شود و تمام حافظه‌اش را از دست می‌دهد. در طی این حادثه روح بانری از بدن او جدا شده و تمام خاطرات گذشته او را با خود می‌برد. او به تازگی در دانشکده حقوق توکیو قبول شده است ولی حالا او در زمینهٔ کنترل احساسات و حالات خود مشکل دارد و ناگهان بدون دلیل عصبی یا خوشحال می‌شود. بانری می‌خواهد زندگی‌اش را بهبود ببخشد و به دانشگاه قدم بگذارد اما از همه‌چیز ترس دارد و احساس می‌کند خود را به‌درستی نمی‌شناساند.
بانری که دیگر زندگی جدیدی را شروع کرده در اولین روز دانشکده با پسری به نام میتسوئو یاناگیساوا آشنا می‌شود. بعد از این آشنایی در حین اینکه به سمت دانشکده در حال راه رفتن بودند، دختری زیبا با ظاهری آراسته از ماشینی پیاده شده و قبولی در دانشگاه را با کوبیدن دسته گلی به صورت میتسوئو تبریک می‌گوید. این دختر زیبا با نام کوکو کاگا، دوست دوران بچگی میتسوئو بود که با یکدیگر سوگند ازدواج یاد کرده بودند. اما میتسوئو همیشه دنبال راهی برای خلاص شدن از دست این دختر بود اما کاگا نیز همه جا در تعقیب اوست و حتی به خاطر نزدیکی به میتسوئو، آزمون ورودیه به دانشکده حقوق را نیز داده بود. در طی این ماجراها، رابطهٔ کاگا و بانری عمیق‌تر شده به صورتی که بانری اعتراف می‌کند عاشق اوست و…

## شخصیت‌های اصلی
بانری تادا (به ژاپنی: 多田 万里 Tada Banri)
کوکو کاگا (به ژاپنی: 加賀 香子 Kaga Kōko)
لیندا (به ژاپنی: リンダ Rinda)
میتسوئو یاناگیساوا (به ژاپنی: 柳澤 光央 Yanagisawa Mitsuo)
چینامی اوکا (به ژاپنی: 岡 千波 Oka Chinami)